# Grav-Pertjärnen
Grav-Pertjärnen är en sjö i Älvdalens kommun i Dalarna och ingår i Dalälvens huvudavrinningsområde.